# اشنستوک
اشنستوک (به لاتین: Schneestock) یک کوه در سوئیس است که در کانتون وله واقع شده‌است. اشنستوک ۳٬۶۰۸ متر بالاتر از سطح دریا واقع شده‌است.